# RVZ-6

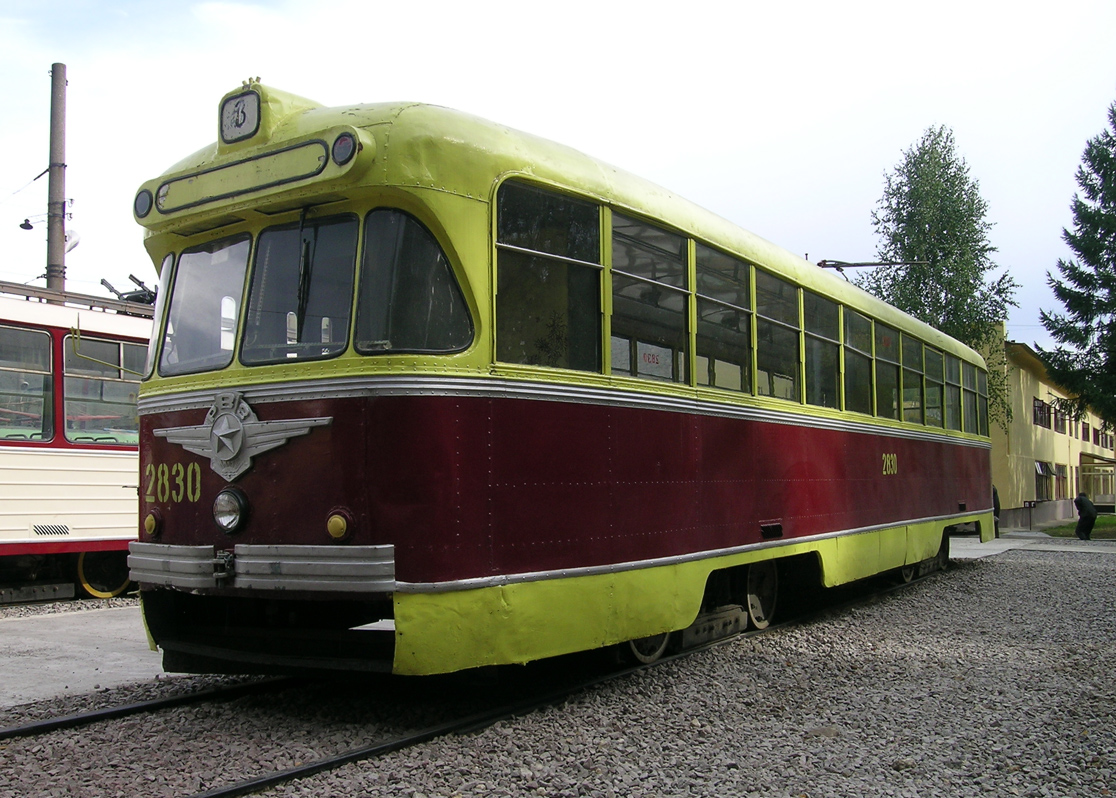
Tramvaj typu RVZ-6 v Nižním Novgorodě

RVZ-6 (rusky РВЗ-6) je typ sovětské tramvaje, vyráběné mezi lety 1960 a 1990 závodem Rižskij vagonostrojitělnyj zavod.
Jedná se o tramvaj klasické koncepce, čtyřnápravovou, vycházející z PCC a Československé tramvaje typu Tatra T2[zdroj?]. Návrh samotného vozu se objevil již kolem roku 1949; výroba započala v době, kdy již „té dvojky“ byly nahrazovány typem T3, a do SSSR se tak již nedodávaly. Spolu s RVZ-6 byly v rižském závodě vyráběny i starší tramvaje MTV-82 z roku 1946. Vzhledem k nízkým výrobním kapacitám a velkým poptávkám v sovětských městech byl udržován takový stav. Dalším problémem byl nedostatek vhodných náhradních dílů.
První vozy typu RVZ-6 byly dodány do Moskvy (později přesunuty do Taškentu) a Ufy; do roku 1963 jich bylo vyrobeno celkem 400 a do roku 1966 již kolem devíti set. Další série byly modernizovány; objevily se verze jako RVZ-6M; u nich byly zesíleny některé části a zvýšen výkon. Mezi lety 1966 až 1974 bylo vyrobeno 1988 těchto tramvají. Další modifikací byla RVZ-6M2 (1974 až 1990, vyrobeno 3110 tramvají). Vozy typu RVZ-6 ještě dnes slouží v mnohých ruských tramvajových provozech.

## Provozování

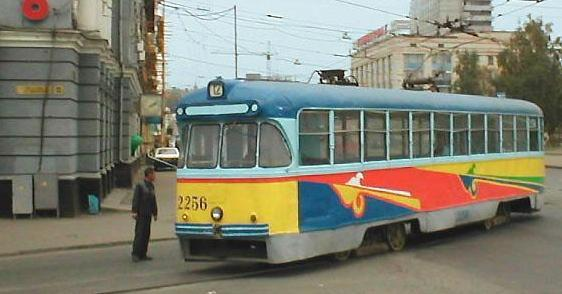
Tramvaj typu RVZ-6 v Kazani

Tramvaje typu RVZ-6 se objevily v desítkách měst bývalého SSSR. Jejich starší série se ukázaly jako kvalitnější; tj. nedocházelo u nich k tak rychlému opotřebovávání.
Vzhledem k růstu měst v druhé polovině 20. století bylo nutné tramvaje spřahovat do souprav. Počínaje modifikací RVZ-6M to možné bylo a také se toho hojně využívalo – ve městech jako Kazaň či Vladivostok byly jeden čas provozované i třívozové soupravy (podobné jsou známé například u tramvají typu Tatra T4D z Drážďan).
Ve větších provozech bývalo běžné, že jednomu určitému typu se vyhradila jedna konkrétní vozovna, například v Nižním Novgorodě, kde vozovna č. 3 sloužila vozům z UKVZ a vozovna č. 2 pak tramvajím z ČKD Tatry Smíchov a ostatním.